# Tecno (arredamento)
Tecno Spa è una società per azioni fondata da Osvaldo Borsani e da Fulgenzio Borsani nel 1953.

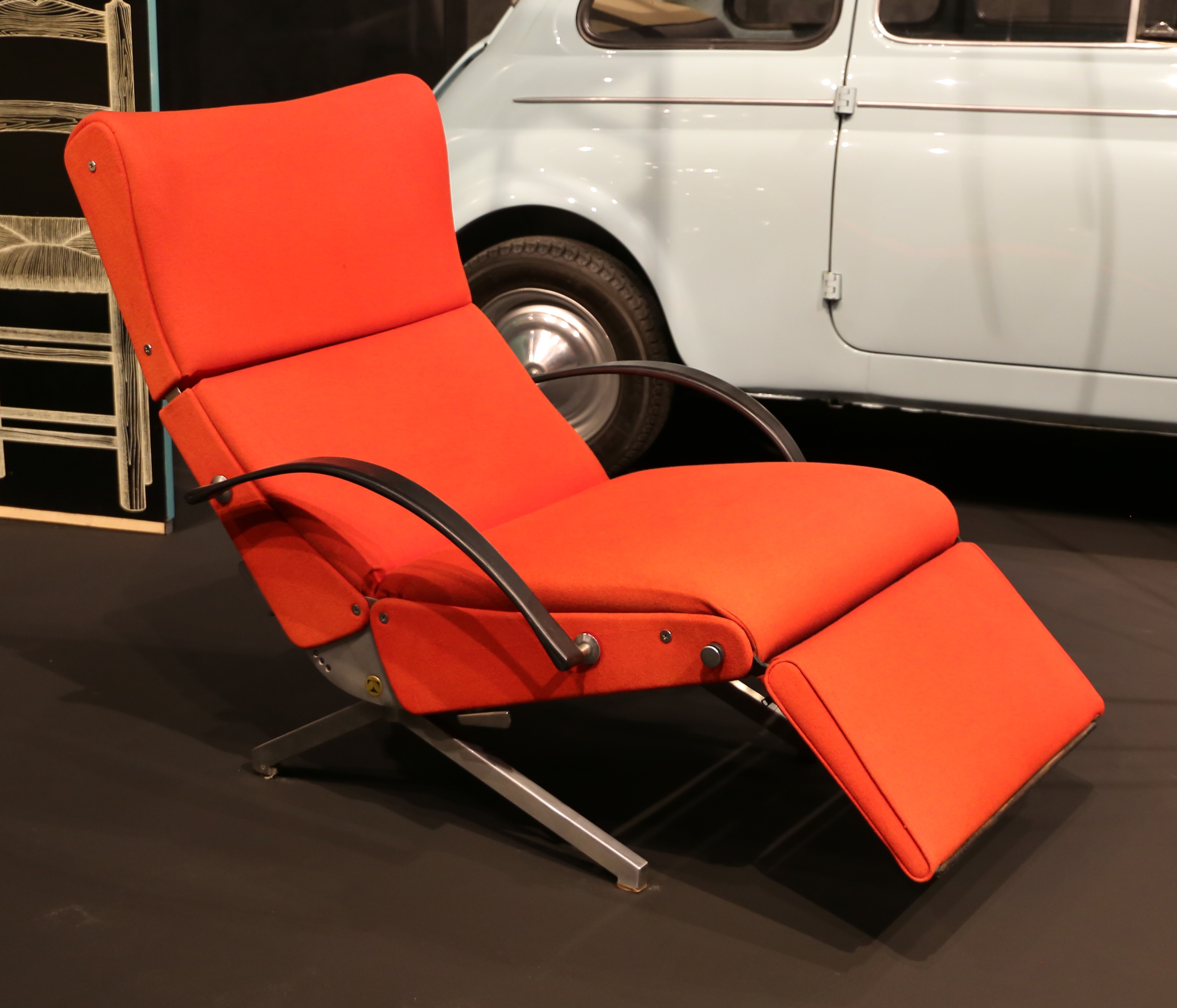

## Storia

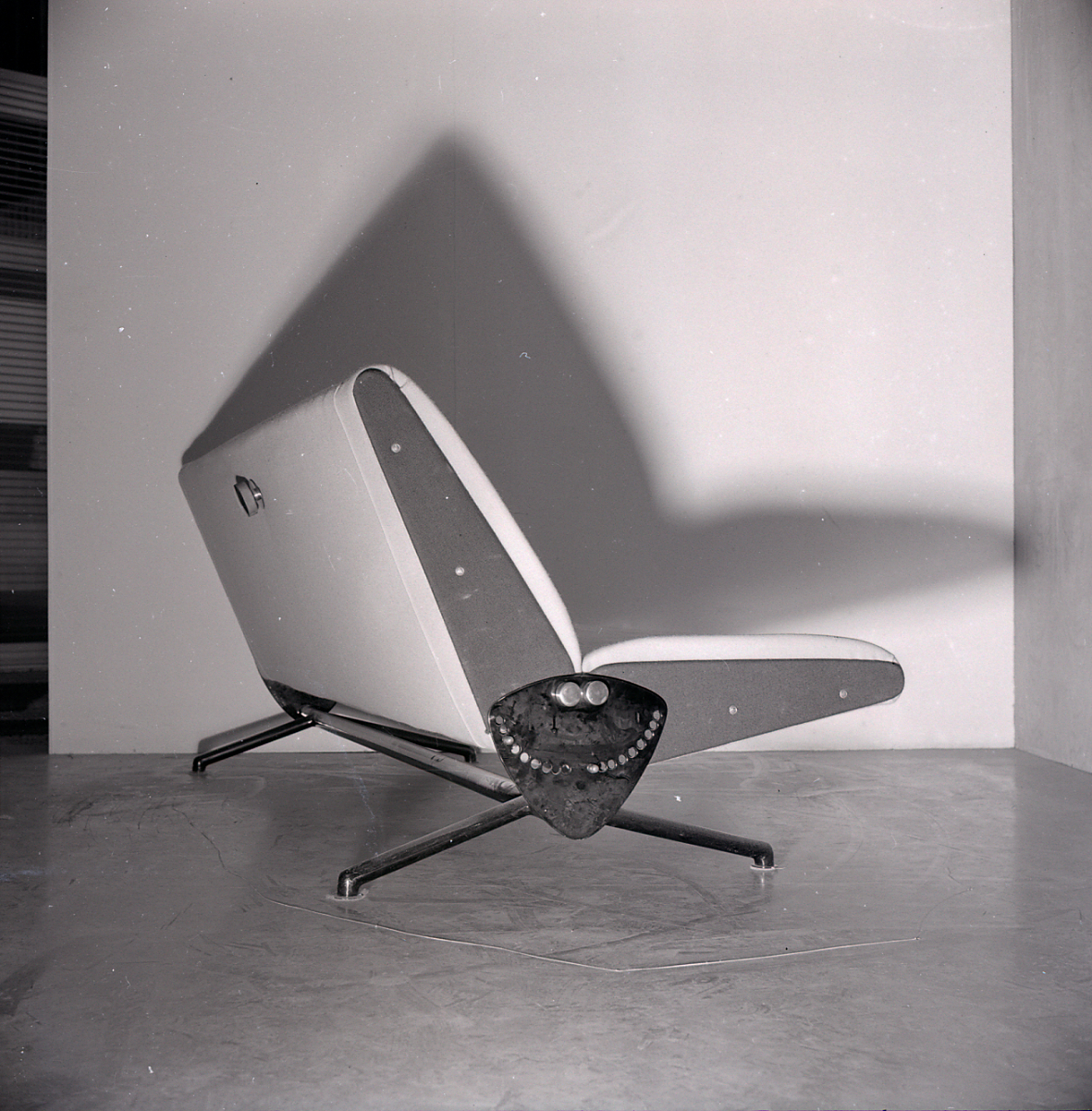

Fondata nel 1953 dai gemelli Borsani, nel 2017 viene unita all’azienda Zanotta.

### Esposizioni
Opere della Tecno sono esposte in vari musei: Museum of Modern Art di New York e San Francisco, Victoria and Albert Museum di Londra, Centre Pompidou di Parigi, Neue Sammlung di Monaco di Baviera, Triennale di Milano, Musée des arts décoratifs di Montréal.

## Riconoscimenti
L'azienda ha vinto a partire dagli anni Ottanta 
- 5 Compasso d’Oro
- European Community Design Prize nel 1998
- Red Dot Design Awards (due volte) con il sistema di arredi operativi Beta duepuntozero e con la parete divisoria W80.